# Ritorno ai confini del mondo
Ritorno ai confini del mondo (Return to the Edge of the World) è un documentario del 1978 diretto da Michael Powell.